# Città della Pieve
Città della Pieve is een gemeente in de Italiaanse provincie Perugia (regio Umbrië) en telt ruim 7800 inwoners. De oppervlakte bedraagt 111,5 km².
De volgende frazioni maken deel uit van de gemeente: Moiano, Po Bandino, Ponticelli.
|  |

## Demografie
Città della Pieve telt ongeveer 3037 huishoudens. Het aantal inwoners steeg in de periode 1991-2001 met 7,0% volgens cijfers uit de tienjaarlijkse volkstellingen van ISTAT.
| Jaar | Inwoneraantal |
| ---- | ------------- |
| 1991 | 6655          |
| 2001 | 7122          |

## Geografie
De gemeente ligt op ongeveer 508 m boven zeeniveau.
Città della Pieve grenst aan de volgende gemeenten: Allerona (TR), Castiglione del Lago, Cetona (SI), Chiusi (SI), Fabro (TR), Monteleone d'Orvieto (TR), Paciano, Piegaro, San Casciano dei Bagni (SI).

## Geboren in Città della Pieve
- Pietro Perugino (Pietro Vannucci) (1446-1523), kunstschilder
- Antonio Pomarancio (1570-1692), kunstschilder
- Diana Bacosi (1983), sportschutster